# Bataille d'Escamela
Guerre d'indépendance du Mexique
La Bataille  d'Escamela est une action militaire de la guerre d'indépendance du Mexique qui eut lieu le 28 mai 1812 dans la ville d'Escamela, municipalité de Ixtaczoquitlán dans l'État de Veracruz. Les insurgés commandés par le général José María Morelos y Pavón luttèrent contre les forces royalistes, composées d'Espagnols et d'Américains espagnols. La bataille fut une action stratégique en prévision de la prise de Orizaba (Veracruz) le 28 octobre 1812.
La bataille entraîna le départ des troupes royalistes du Ixtaczoquitlán.

## Commémoration
Tous les ans à la même date, une parade est organisée dans la ville d'Escamela, pour commémorer les héros qui participèrent à la bataille pour libérer le peuple des forces royalistes espagnoles.